# Kimiya (district)
Kimiya est l'un des districts de la sous-préfecture de Tanéné (Boké), situé dans la préfecture de Boké en république de Guinée, , , .

## Géographie

### Démographie
- En 2014, le district comptait 2 581 habitants selon les RGPH 2014[5].